# Beggiatoa
Beggiatoa es un género de bacterias del orden de Thiotrichales. Está nombrado en honor del italiano médico y botánico F.S. Beggiato. Estos organismos viven en entornos ricos en azufre. Beggiatoa fue descubierta por el botánico ruso Sergei Winogradsky cuando trabajó en el laboratorio de Botánica de Anton de Bary en 1887. Winogradsky encontró que Beggiatoa oxida sulfuro de hidrógeno (H2S) como fuente de energía, formando gránulos de azufre elemental intracelulares. Winogradsky refirió a esta forma de metabolismo como litotrofia (oxidación de compuestos inorgánicos). Así, este hallazgo representa el primer descubrimiento de litotrofia. Se han descrito dos especies de este género, Beggiatoa alba y Beggiatoa leptomitoformis.

## Hábitat
Beggiatoa puede ser encontrado en ambientes marinos o de agua dulce, normalmente en hábitats con niveles altos de sulfuro de hidrógeno, incluyendo incluyen aguas residuales contaminadas, capas de barro de lagos y zonas con fumarolas hidrotermales profundas. Beggiatoa también puede ser encontrado en el rizosfera de plantas de ciénagas.

## Morfología
Son células incoloras con forma de disco o cilindro que forman filamentos largos con un diámetro de célula que puede medir entre 12 y 160 micrómetros (subespecies diferentes). Una vacuola central masiva se utiliza para acumulación de nitrato, presumiblemente para ser un aceptor de electrones en la oxidación anaerobia del sulfuro. Los filamentos están rodeados por lodo y puede mover por deslizamiento (sliding).

## Metabolismo
Beggiatoa puede crecer de forma quimioorganotrofa oxidando compuestos orgánicos a dióxido de carbono en presencia de oxígeno, a pesar de que altas concentraciones de oxígeno pueden ser un factor limitante. Los compuestos orgánicos son también la fuente de carbono para la biosíntesis. Alguna especie pueden oxidar el sulfuro hidrógeno a azufre elemental como una fuente suplementaria de energía (litoheterotrofía facultativa). El azufre producido se almacena intracelularmente.